# Ignite (singel K-391)
Ignite – singel norweskiego producenta K-391 z gościnnym udziałem Alana Walkera, Julie Bergan i Seungriego wydany 11 maja 2018 roku przez Mer Music.
Singel dotarł do pierwszego miejsca norweskiej listy przebojów.
W Polsce osiągnął status podwójnej platynowej płyty.

## Lista utworów
- Digital download (11 maja 2018)[2]

1. „Ignite” – 3:30

## Wydanie
Instrumentalna wersja „Ignite” została wydana 7 kwietnia 2017 roku jako singel Alana Walkera z gościnnym udziałem K-391. 5 maja 2018 roku został opublikowany prolog utworu K-391. Singel został wydany 11 maja przez Mer Music, a dzień później został opublikowany teledysk. Teledysk został wyreżyserowany i zmontowany przez Alexandera Zarate’a Freza.

## Pozycje na listach
| Państwo   | Lista (2018)    | Najwyższa pozycja |
| --------- | --------------- | ----------------- |
| Norwegia  | Top 40 Singles  | 1                 |
| Finlandia | Top 20 Singles  | 5                 |
| Szwecja   | Top 100 Singles | 4                 |
| Polska    | AirPlay – Top   | 5                 |